# حافلة العم
حافلة العم هو مقطع فيديو كانتونيز على موقع يوتيوب لشجار بين رجلين على متن حافلة في هونغ كونغ في 27 أبريل 2006. في حين أن الرجل الأكبر سنًا، الذي أطلق عليه لقب `` عم الحافلة '' ، وبخ الرجل الجالس خلفه، استخدم أحد الركاب القريبين هاتفًا مزودًا بكاميرا لتسجيل الحادث بأكمله. تم تحميل الفيديو الناتج ومدته ست دقائق  على منتدى هونغ كونغ الذهبي، ويوتيوب، وفيديو جوجل. أصبح المقطع الفيديو الأكثر مشاهدة على يوتوب في مايو 2006،  جذب المشاهدين بفوراته الكلامية واستخدامه الواسع للألفاظ النابية من قبل الرجل الأكبر سنًا، حيث تلقى 1.7 مليون زيارة في الأسابيع الثلاثة الأولى من ذلك الشهر.

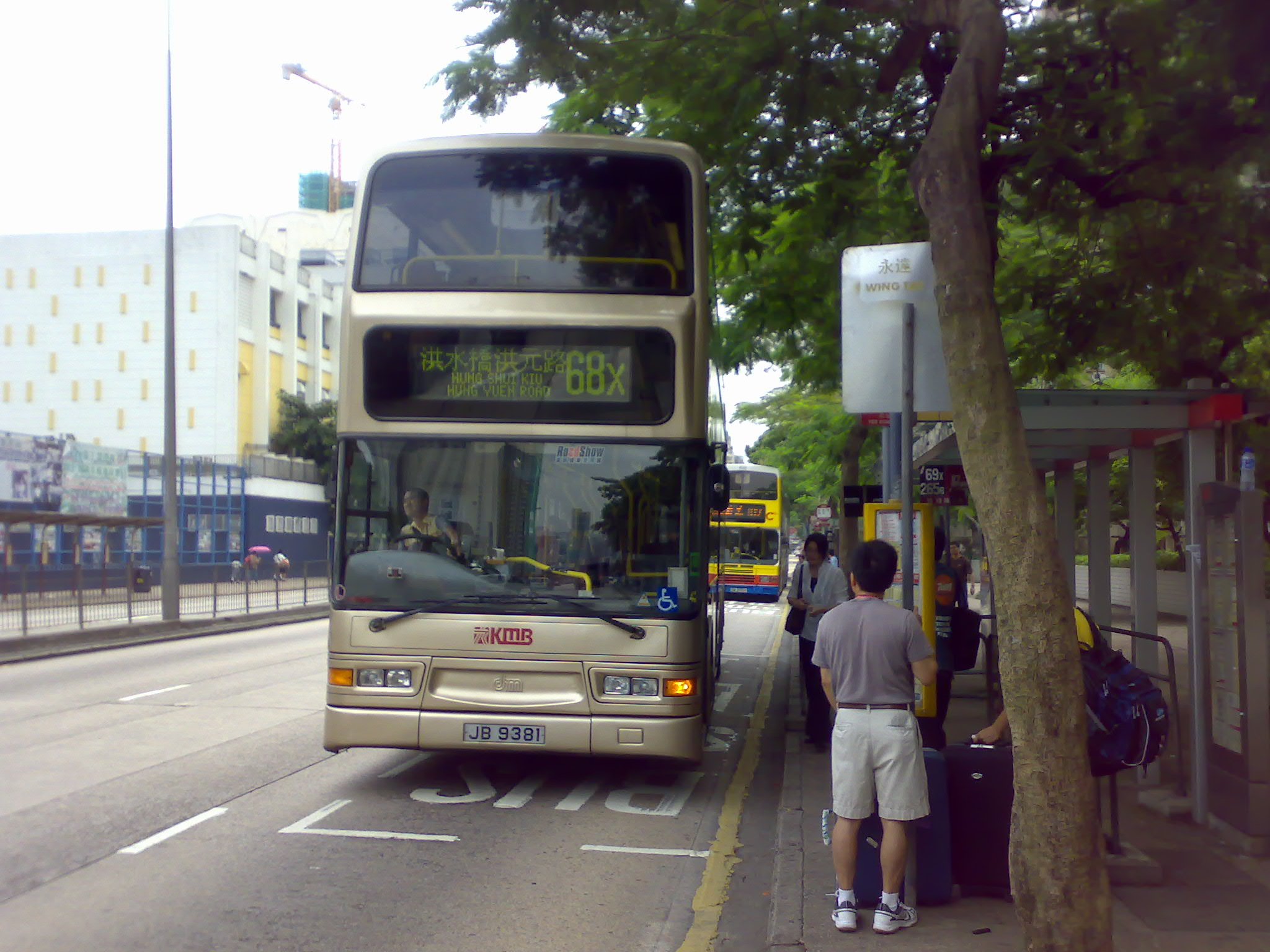
وقع الحادث على متن حافلة Kowloon Motor Bus 68X في طريقها إلى Yuen Long.

يصور الفيديو الحادث الذي وقع على السطح العلوي لطابقين  Kowloon Motor Bus،

## فيديو
تم تصوير الفيديو بواسطة محاسب يبلغ من العمر 21 عامًا وطالب علم نفس بدوام جزئي يُعرف باسم جون فونج وينج هانج (Chinese).

## ما بعد الكارثة
ذكرت Sing Tao Daily أن تشان زارت مكتب Ho في 31 مايو 2006 في مونج كوك للاعتذار عن النزاع وبدء عرض عمل للثنائي لعقد «حفلة حافلة العم الهذيان».
وقد رأى مايكل ديجولير من صحيفة هونج كونج ستاندرد أن حصول تشان على لقب «شخصية العام» الذي أعلن عنه راديو وتلفزيون هونج كونج قد يكون قد ضرب على وتر حساس لدى عامة الناس. أوضح نج فونج شيونج، محاضر في العلوم الاجتماعية بجامعة مدينة هونج كونج،

### انتقاد أخلاقيات الإعلام
انفى البعض إمكانية استخلاص أي رؤية اجتماعية من مقطع الفيديو، بحجة أن الجنون تم إنشاؤه بشكل مصطنع من قبل الصحف المثيرة لتعزيز التداول والأرباح. حذر كليمنت سو يورك كي،

## روابط خارجية
- Fong, Wing Hang (29 Apr 2006). "X尚義聲線高壓呀叔搭巴士途中問候後生仔 (the original "Bus Uncle" video)" (بالصينية). Archived from the original on 2023-02-17.
- Fong, Wing Hang (11 May 2006). "巴士阿叔 – Bus Uncle (雙語字幕 – Bilingual Subtitles)" (بالصينية والإنجليزية). Archived from the original on 2023-01-06.